# Olivia O'Toole
Pour les articles homonymes, voir O'Toole.
Olivia O'Toole, née le 25 février 1971 à Dublin, est une footballeuse internationale Irlandaise. Elle est plus de 130 fois internationale et détient avec 54 réalisations le record de buts marqués en équipe nationale irlandaise.

## Carrière
Olivia O'Toole nait et grandit à Sheriff Road, l'un des quartiers nord de Dublin. Olivia O'Toole est un des sept enfants de Mary O'Brien et Patrick O'Toole. Sa famille connait de très grandes difficultés économiques et sociales comme c'est le cas pour beaucoup des habitants du voisinage. En 2008, la plus jeune sœur d'Olivia, Julie, publie un livre intitulé Heroin: A True Story of Drug Addiction, Hope and Triumph où elle raconte sa bataille pour vaincre son addiction à la drogue. Olivia O'Toole déclare à plusieurs reprises que le football lui a sauvé la vie.

### En club
Elle débute le football dans le club local du Sheriff Youth Club à l'âge de six ans. Elle joue dans les équipes masculines. Comme elle est la seule fille, le club met à sa disposition un vestiaire particulier pour se changer avant et après l'entraînement ou les matchs. Elle passe ensuite au club du Shelbourne où elle reste six saisons. Mais une nouvelle règle est introduite dans le règlement du club qui interdit aux filles de jouer avec les garçons. O'Toole avec treize autres joueuses est obligée de quitter le club. Il lui faut attendre deux saisons pour retrouver une équipe. Elle se licencie alors au Drumcondra FC et est sélectionnée peu après en équipe nationale.
Dans les différents clubs où elle est passée, Blacklion, Castle Rovers, Shamrock Rovers et Raheny United, O'Toole remporte huit fois la coupe d'Irlande féminine de football et neuf fois la Dublin Women's Soccer League qui fait alors office de championnat national.
Lors de la Coupe féminine de l'UEFA 2002-2003, elle participe à la phase de groupes avec les Shamrock Rovers. Elle marque dans chacun des trois matchs de son équipe dans la compétition contre le 1. FFC Francfort, le ŽFK Mašinac PZP Niš et le ŽNK Osijek.

### En équipe nationale
Avec 54 réalisations, Olivia O'Toole détient le record de buts marqués en équipe de république d'Irlande féminine de football. Au moment où elle arrête sa carrière, elle est même le meilleur buteur tant chez les femmes que chez les hommes. Robbie Keane battra son record quelques saisons plus tard.

## Source
- (en) John O'Shea, Republic of Ireland Women : A Biography in nine lives, Lucan, Hero Books, 2023, 213 p. (ISBN 978-1-910827-79-6), p. 73-84.